# James O'Neill

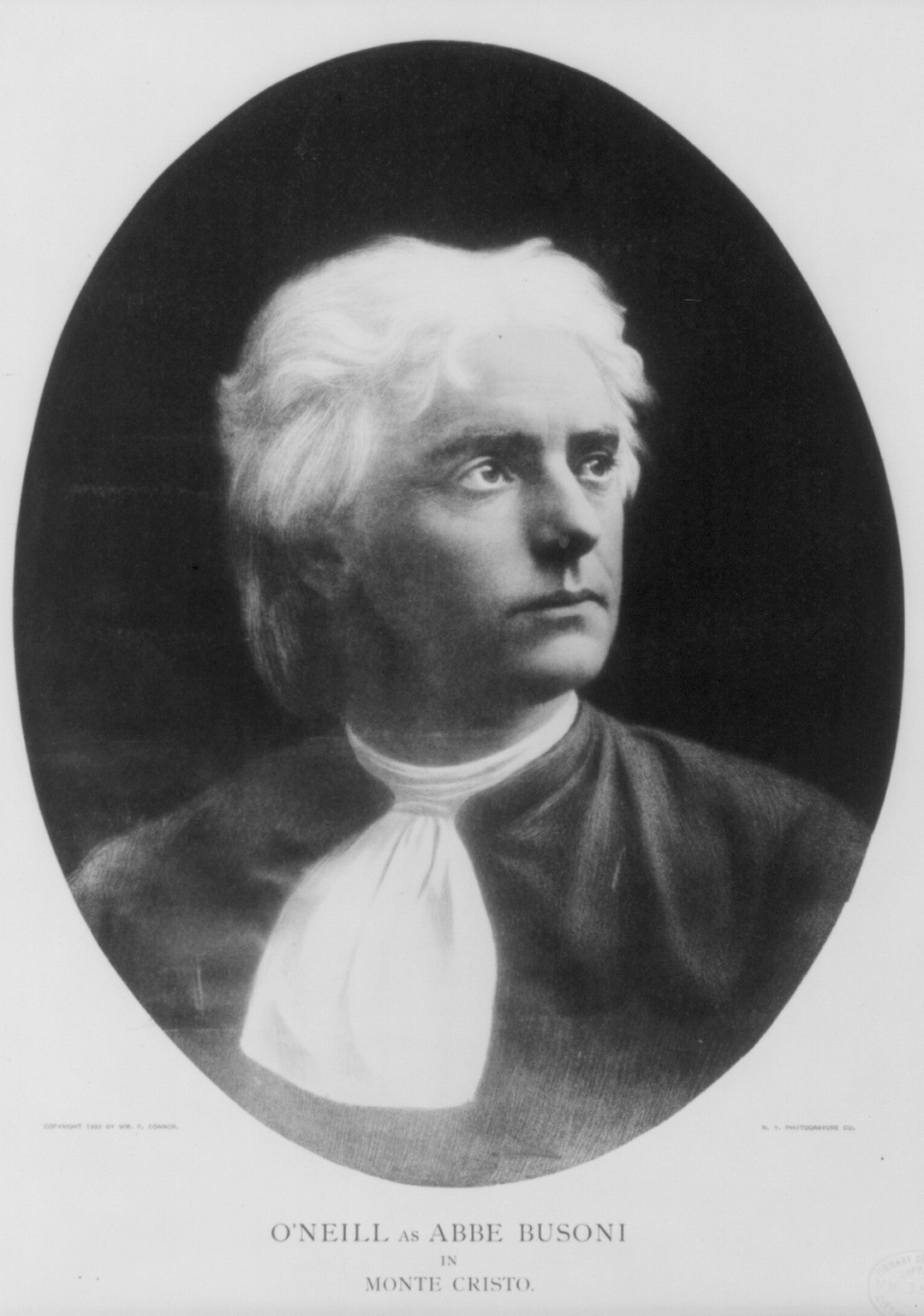
James O'Neil som Abbé Busoni i Monte Cristo

James O'Neill, född 15 november 1847 i Kilkenny, County Kilkenny, Irland, död 10 augusti 1920 i New London, Connecticut, var en irländskfödd amerikansk skådespelare, far till Eugene O'Neill. Han var förebild för karaktären James Tyrone, Sr. i sonens pjäs Lång dags färd mot natt.

## Filmografi i urval
- 1913 - The Count of Monte Cristo
- 1917 - God of Little Children
- 1918 - The Grain of Dust
- 1920 - The Red Lane